# Санта Мария а Монте
Санта Мария а Монте (на италиански: Santa Maria a Monte) е град и община в Италия, в региона Тоскана, провинция Пиза. Населението му е около 12 700 души (2009).